# هيديوكي أكاي
هيديوكي أكاي (باليابانية:赤井 秀行) مواليد 2 مايو 1985 في تشيبا، اليابان، هو لاعب كرة قدم ياباني يلعب لنادي توشيغي لكرة القدم كمدافع. يلعب حالياً لصالح نادي توشيغي لكرة القدم.

## المسيرة الاحترافية

### أندية لعب لها
- نادي توشيغي لكرة القدم

## روابط خارجية
- هيديوكي أكاي على موقع رابطة كرة القدم اليابانية للمحترفين (اليابانية)
- هيديوكي أكاي على موقع قاعدة بيانات كرة القدم.إي يو (الإنجليزية)
- هيديوكي أكاي على موقع Soccerway.com (الإنجليزية)
- هيديوكي أكاي على موقع عالم كرة القدم.نت (الإنجليزية)